# Els nens salvatges
Pour plus de détails, voir Fiche technique et Distribution.
Els nens salvatges (en français : « Les enfants sauvages ») est un film dramatique espagnol coécrit et réalisé par Patricia Ferreira et sorti en 2012.

## Synopsis
L'errance de trois adolescents dans Barcelone...

## Fiche technique
- Titre original : Els nens salvatges
- Titre français :
- Titre québécois :
- Réalisation : Patricia Ferreira
- Scénario : Patricia Ferreira et Virginia Yagüe
- Direction artistique : Irene Montcada
- Décors : Marta Velasco[réf. nécessaire]
- Costumes : Marta Wazinger
- Montage : Antonio Frutos
- Musique : Pablo Cervantes
- Photographie : Sergi Gallardo
- Son : José Tomé
- Production : Miriam Porté
- Sociétés de production : Áralan Films S.L., Distinto Films et TV3
- Sociétés de distribution :  Alta Films
- Pays d’origine :  Espagne
- Budget :
- Langue : Catalan/espagnol
- Durée :
- Format : Couleurs - 35 mm - 2.35:1 -  Son Dolby numérique
- Genre : Drame
- Dates de sortie :
  -  Espagne : 25 avril 2012 (Festival du cinéma espagnol de Malaga)
  -  Espagne : 25 mai 2012

## Distribution
- Marina Comas : Oki
- Àlex Monner : Àlex
- Albert Baró : Gabi
- Aina Clotet : Júlia

## Distinctions

### Récompenses
- 2012 : Meilleur film au Festival du cinéma espagnol de Malaga